# Heino von Rantzau
Heino von Rantzau (Karlsruhe, 8 de marzo de 1894-Stadtallendorf, 2 de noviembre de 1946) fue un teniente general altamente condecorado en la Luftwaffe durante la II Guerra Mundial. También fue condecorado con la Cruz de Caballero de la Cruz de Hierro. Heino von Rantzau fue capturado por tropas estadounidenses en abril de 1945, y murió en cautividad el 2 de noviembre de 1946.

## Condecoraciones
- Cruz de Hierro (1914)
  - 2ª Clase
  - 1ª Clase
- Medalla de Herido (1914)
  - en Negro
- Cruz Hanseática de Hamburgo
- Cruz al Mérito Militar, 1ª y 2ª clase (Mecklemburgo-Schwerin)
- Cruz de Honor 1914-1918
- Cruz de Hierro (1939)
  - 2ª Clase (17 de mayo de 1940)
  - 1ª Clase (28 de julio de 1940)
- Medalla del Frente Oriental
- Insignia de Combate Antiaéreo
- Cruz Alemana en Oro (24 de diciembre de 1942)
- Cruz de Caballero de la Cruz de Hierro el 29 de agosto de 1943 como Generalleutnant y comandante de la 2. Flak-Division (mot.)[1]